# Tour méditerranéen 2010
La 37e édition de la course cycliste par étapes Tour méditerranéen a lieu du  10 au 14 février 2010. La course fait partie de l'UCI Europe Tour 2010, en catégorie 2.1. La victoire est revenue à l'Italien Rinaldo Nocentini. Tous les résultats obtenus au cours de la course par l'Espagnol Alejandro Valverde sont annulés.

## Équipes présentes
| Caisse d'épargne   | Skil-Shimano  | AG2R La Mondiale      | Saur-Sojasun    |
| Astana             | Aqua & Sapone | BBox Bouygues Telecom | BigMat-Auber 93 |
| Rabobank           | Endura Racing | Cofidis               | Miche           |
| Garmin-Transitions | Vacansoleil   | La Française des Jeux |                 |

## Favoris
Les favoris de l'épreuve cette année étaient l'Espagnol Alejandro Valverde coéquipier du vainqueur sortant Luis León Sánchez et archi favoris de la course. Les autres favoris étaient peu nombreux au départ puisque les hommes se rangeant dans cette catégorie sont Alexandre Vinokourov, Stefano Garzelli, Rinaldo Nocentini, Brice Feillu, Jussi Veikkanen étonnant second en 2009 ou encore le Danois Michael Rasmussen qui faisait son retour en France après deux ans de suspension.

## Classements des étapes
| Étape     | Date       | Villes étapes                   | km  | Vainqueur d’étape     | Leader du classement général |
| 1re étape | 10 février | Carcassonne - Sauvian           | 123 | Yauheni Hutarovich    | Yauheni Hutarovich           |
| 2e étape  | 11 février | Peynier - Trets                 | 170 | Jussi Veikkanen       | Jussi Veikkanen              |
| 3e étape  | 12 février | Gréasque - Le Brusc             | 115 | Yauheni Hutarovich    | Jussi Veikkanen              |
| 4e étape  | 13 février | La Londe-les-Maures - Biot      | 160 | Julien El Fares       | Jussi Veikkanen              |
| 5e étape  | 14 février | La Ciotat - Toulon (Mont Faron) | 126 | Francesco Masciarelli | Rinaldo Nocentini            |

## Classement général final
| Pos | Coureur              | Pays       | Équipe                |    | Temps            |
| --- | -------------------- | ---------- | --------------------- | -- | ---------------- |
| 1   | Rinaldo Nocentini    | Italie     | AG2R La Mondiale      | en | 14 h 55 min 19 s |
| 2   | Maxim Iglinskiy      | Kazakhstan | Astana                | +  | 3 s              |
| 3   | Johnny Hoogerland    | Pays-Bas   | Vacansoleil           |    | 7 s              |
| 4   | Alexandre Vinokourov | Kazakhstan | Astana                |    | 33 s             |
| 5   | Yannick Talabardon   | France     | Saur-Sojasun          |    | 1 min 11 s       |
| 6   | Jussi Veikkanen      | Finlande   | La Française des Jeux |    | 1 min 16 s       |
| 7   | Robert Gesink        | Pays-Bas   | Rabobank              |    | 2 min 09 s       |
| 8   | Jean-Marc Marino     | France     | Saur-Sojasun          |    | 2 min 11 s       |
| 9   | Julien El Fares      | France     | Cofidis               |    | 2 min 17 s       |
| 10  | Florian Guillou      | France     | Bretagne-Schuller     |    | 2 min 37 s       |

## Les étapes

### 1reétape
|             | Coureur            | Pays        | Équipe                |    | Temps           |
| ----------- | ------------------ | ----------- | --------------------- | -- | --------------- |
| 1           | Yauheni Hutarovich | Biélorussie | La Française des Jeux | en | 1 h 45 min 05 s |
| 2           | William Bonnet     | France      | BBox Bouygues Telecom | +  | m.t.            |
| 3           | Maxim Iglinskiy    | Kazakhstan  | Astana                |    | m.t.            |
| 4           | Maxime Bouet       | France      | AG2R La Mondiale      |    | m.t.            |
| 5           | Anthony Ravard     | France      | AG2R La Mondiale      |    | m.t.            |
| 6           | Mathieu Drujon     | France      | Caisse d'épargne      |    | m.t.            |
| disqualifié | Alejandro Valverde | Espagne     | Caisse d'Épargne      |    | m.t.            |
| 7           | Jean-Luc Delpech   | France      | Bretagne-Schuller     |    | m.t.            |
| 8           | Johnny Hoogerland  | Pays-Bas    | Vacansoleil           |    | m.t.            |
| 9           | Jean-Marc Marino   | France      | Saur-Sojasun          |    | m.t.            |

|             | Coureur            | Pays        | Équipe                |    | Temps           |
| ----------- | ------------------ | ----------- | --------------------- | -- | --------------- |
| 1           | Yauheni Hutarovich | Biélorussie | La Française des Jeux | en | 1 h 44 min 55 s |
| 2           | William Bonnet     | France      | BBox Bouygues Telecom | +  | 4 s             |
| 3           | Maxim Iglinskiy    | Kazakhstan  | Astana                |    | 6 s             |
| 4           | Maxime Bouet       | France      | AG2R La Mondiale      |    | 10 s            |
| 5           | Anthony Ravard     | France      | AG2R La Mondiale      |    | m.t.            |
| 6           | Mathieu Drujon     | France      | Caisse d'épargne      |    | m.t.            |
| disqualifié | Alejandro Valverde | Espagne     | Caisse d'Épargne      |    | m.t.            |
| 7           | Jean-Luc Delpech   | France      | Bretagne-Schuller     |    | m.t.            |
| 8           | Johnny Hoogerland  | Pays-Bas    | Vacansoleil           |    | m.t.            |
| 9           | Jean-Marc Marino   | France      | Saur-Sojasun          |    | m.t.            |

### 2eétape
|    | Coureur            | Pays     | Équipe                  |    | Temps           |
| -- | ------------------ | -------- | ----------------------- | -- | --------------- |
| 1  | Jussi Veikkanen    | Finlande | La Française des Jeux   | en | 4 h 23 min 57 s |
| 2  | Fabien Bacquet     | France   | BigMat-Auber 93         | +  | m.t.            |
| 3  | Johan Mombaerts    | France   | BigMat-Auber 93         |    | m.t.            |
| 4  | Steven Tronet      | France   | Roubaix Lille Métropole |    | m.t.            |
| 5  | William Bonnet     | France   | BBox Bouygues Telecom   |    | m.t.            |
| 6  | Jean-Marc Marino   | France   | Saur-Sojasun            |    | m.t.            |
| 7  | Michel Kreder      | Pays-Bas | Garmin-Transitions      |    | m.t.            |
| 8  | Leonardo Duque     | Colombie | Cofidis                 |    | m.t.            |
| 9  | Yannick Talabardon | France   | Saur-Sojasun            |    | m.t.            |
| 10 | Arnaud Coyot       | France   | Caisse d'épargne        |    | m.t.            |

|             | Coureur              | Pays       | Équipe                |    | Temps           |
| ----------- | -------------------- | ---------- | --------------------- | -- | --------------- |
| 1           | Jussi Veikkanen      | Finlande   | La Française des Jeux | en | 6 h 08 min 52 s |
| 2           | William Bonnet       | France     | BBox Bouygues Telecom | +  | 4 s             |
| 3           | Maxim Iglinskiy      | Kazakhstan | Astana                |    | 6 s             |
| 4           | Jean-Marc Marino     | France     | Saur-Sojasun          |    | 10 s            |
| 5           | Yannick Talabardon   | France     | Saur-Sojasun          |    | m.t.            |
| 6           | Arnaud Coyot         | France     | Caisse d'épargne      |    | m.t.            |
| 7           | Alexandre Vinokourov | Kazakhstan | Astana                |    | m.t.            |
| disqualifié | Alejandro Valverde   | Espagne    | Caisse d'Épargne      |    | m.t.            |
| 8           | Mathieu Drujon       | France     | Caisse d'épargne      |    | m.t.            |
| 9           | Anthony Ravard       | France     | AG2R La Mondiale      |    | m.t.            |

### 3eétape
|    | Coureur            | Pays        | Équipe                |    | Temps           |
| -- | ------------------ | ----------- | --------------------- | -- | --------------- |
| 1  | Yauheni Hutarovich | Biélorussie | La Française des Jeux | en | 2 h 33 min 19 s |
| 2  | Fabien Bacquet     | France      | BigMat-Auber 93       | +  | m.t.            |
| 3  | Mathieu Drujon     | France      | Caisse d'épargne      |    | m.t.            |
| 4  | William Bonnet     | France      | BBox Bouygues Telecom |    | m.t.            |
| 5  | Leonardo Duque     | Colombie    | Cofidis               |    | m.t.            |
| 6  | Alexandre Pichot   | France      | BBox Bouygues Telecom |    | m.t.            |
| 7  | Alessandro Donati  | Italie      | Acqua & Sapone        |    | m.t.            |
| 8  | Arnaud Coyot       | France      | Caisse d'épargne      |    | m.t.            |
| 9  | Michel Kreder      | Pays-Bas    | Garmin-Transitions    |    | m.t.            |
| 10 | Jérémie Galland    | France      | Saur-Sojasun          |    | m.t.            |

|             | Coureur            | Pays       | Équipe                |    | Temps           |
| ----------- | ------------------ | ---------- | --------------------- | -- | --------------- |
| 1           | Jussi Veikkanen    | Finlande   | La Française des Jeux | en | 8 h 42 min 11 s |
| 2           | William Bonnet     | France     | BBox Bouygues Telecom | +  | 4 s             |
| 3           | Mathieu Drujon     | France     | Caisse d'épargne      |    | 6 s             |
| 4           | Maxim Iglinskiy    | Kazakhstan | Astana                |    | mt              |
| 5           | Arnaud Coyot       | France     | Caisse d'épargne      |    | 10 s            |
| disqualifié | Alejandro Valverde | Espagne    | Caisse d'Épargne      |    | m.t.            |
| 6           | Anthony Ravard     | France     | AG2R La Mondiale      |    | m.t.            |
| 7           | Johnny Hoogerland  | Pays-Bas   | Vacansoleil           |    | m.t.            |
| 8           | Rinaldo Nocentini  | Italie     | AG2R La Mondiale      |    | m.t.            |
| 9           | Jean-Marc Marino   | France     | Saur-Sojasun          |    | 17 s            |

### 4eétape
Cette étape est neutralisée, en raison du mauvais temps. Le classement général reste inchangé, malgré les trois coureurs qui se sont joués la victoire terminent avec une cinquantaine de secondes d'avance sur le reste du peloton. Le peloton est crédité du même temps et classé dans l'ordre des dossards des partants.
|             | Coureur                 | Pays     | Équipe           |    | Temps           |
| ----------- | ----------------------- | -------- | ---------------- | -- | --------------- |
| 1           | Julien El Fares         | France   | Cofidis          | en | 2 h 55 min 14 s |
| 2           | Jonathan Thiré          | France   | BigMat-Auber 93  | +  | m.t.            |
| 3           | Dominique Cornu         | Belgique | Skil-Shimano     |    | m.t.            |
| disqualifié | Alejandro Valverde      | Espagne  | Caisse d'Épargne |    | m.t.            |
| 4           | Juan José Cobo          | Espagne  | Caisse d'Épargne |    | m.t.            |
| 5           | Mathieu Drujon          | France   | Caisse d'Épargne |    | m.t.            |
| 6           | Vicente Garcia Acosta   | Espagne  | Caisse d'Épargne |    | m.t.            |
| 7           | Arnaud Coyot            | France   | Caisse d'Épargne |    | m.t.            |
| 8           | Francisco Pérez Sánchez | Espagne  | Caisse d'Épargne |    | m.t.            |
| 9           | Mathieu Perget          | France   | Caisse d'Épargne |    | m.t.            |

|             | Coureur            | Pays       | Équipe                |    | Temps           |
| ----------- | ------------------ | ---------- | --------------------- | -- | --------------- |
| 1           | Jussi Veikkanen    | Finlande   | La Française des Jeux | en | 8 h 42 min 11 s |
| 2           | William Bonnet     | France     | BBox Bouygues Telecom | +  | 4 s             |
| 3           | Mathieu Drujon     | France     | Caisse d'Épargne      |    | 6 s             |
| 4           | Maxim Iglinskiy    | Kazakhstan | Astana                |    | mt              |
| 5           | Arnaud Coyot       | France     | Caisse d'Épargne      |    | 10 s            |
| disqualifié | Alejandro Valverde | Espagne    | Caisse d'Épargne      |    | m.t.            |
| 6           | Anthony Ravard     | France     | AG2R La Mondiale      |    | m.t.            |
| 7           | Johnny Hoogerland  | Pays-Bas   | Vacansoleil           |    | m.t.            |
| 8           | Rinaldo Nocentini  | Italie     | AG2R La Mondiale      |    | m.t.            |
| 9           | Jean-Marc Marino   | France     | Saur-Sojasun          |    | 17 s            |

### 5eétape
|             | Coureur               | Pays       | Équipe           |    | Temps           |
| ----------- | --------------------- | ---------- | ---------------- | -- | --------------- |
| 1           | Francesco Masciarelli | Italie     | Acqua & Sapone   | en | 3 h 17 min 40 s |
| disqualifié | Alejandro Valverde    | Espagne    | Caisse d'Épargne | +  | 8 s             |
| 2           | Rinaldo Nocentini     | Italie     | AG2R La Mondiale |    | m.t.            |
| 3           | Robert Gesink         | Pays-Bas   | Rabobank         |    | m.t.            |
| 4           | Johnny Hoogerland     | Pays-Bas   | Vacansoleil      |    | 11 s            |
| 5           | Maxim Iglinskiy       | Kazakhstan | Astana           |    | m.t.            |
| 6           | Julien El Fares       | France     | Cofidis          |    | 22 s            |
| 7           | Alexandre Geniez      | France     | Skil-Shimano     |    | 28 s            |
| 8           | Amaël Moinard         | France     | Cofidis          |    | 30 s            |
| 9           | Alexandre Vinokourov  | Kazakhstan | Astana           |    | m.t.            |

|     | Coureur              | Pays       | Équipe                |    | Temps            |
| --- | -------------------- | ---------- | --------------------- | -- | ---------------- |
| DSQ | Alejandro Valverde   | Espagne    | Caisse d'Épargne      | en | 14 h 55 min 17 s |
| 1   | Rinaldo Nocentini    | Italie     | AG2R La Mondiale      |    | 2 s              |
| 2   | Maxim Iglinskiy      | Kazakhstan | Astana                |    | 5 s              |
| 3   | Johnny Hoogerland    | Pays-Bas   | Vacansoleil           |    | 9 s              |
| 4   | Alexandre Vinokourov | Kazakhstan | Astana                |    | 35 s             |
| 5   | Yannick Talabardon   | France     | Saur-Sojasun          |    | 1 min 13 s       |
| 6   | Jussi Veikkanen      | Finlande   | La Française des Jeux |    | 1 min 18 s       |
| 7   | Robert Gesink        | Pays-Bas   | Rabobank              |    | 2 min 11 s       |
| 8   | Jean-Marc Marino     | France     | Saur-Sojasun          |    | 2 min 13 s       |
| 9   | Julien El Fares      | France     | Cofidis               |    | 2 min 18 s       |
| 10  | Florian Guillou      | France     | Bretagne-Schuller     |    | 2 min 39 s       |

## Évolutions des classements
| Étape            | Vainqueur             | Classement général | Classement par points | Classement de la montagne | Classement du meilleur jeune |
| ---------------- | --------------------- | ------------------ | --------------------- | ------------------------- | ---------------------------- |
| 1                | Yauheni Hutarovich    | Yauheni Hutarovich | Yauheni Hutarovich    | Johnny Hoogerland         | Maxime Bouet                 |
| 2                | Jussi Veikkanen       | Jussi Veikkanen    | William Bonnet        | Daniel Martin             | Steven Tronet                |
| 3                | Yauheni Hutarovich    | Jussi Veikkanen    | Yauheni Hutarovich    | Daniel Martin             | Michel Kreder                |
| 4                | Julien El Fares       | Jussi Veikkanen    | Yauheni Hutarovich    | Daniel Martin             | Michel Kreder                |
| 5                | Francesco Masciarelli | Rinaldo Nocentini  | Yauheni Hutarovich    | Julien El Fares           | Robert Gesink                |
| Classement final | Classement final      | Rinaldo Nocentini  | Yauheni Hutarovich    | Julien El Fares           | Robert Gesink                |